# Gubin
Gubin (deutsch Guben) ist eine Stadtgemeinde und Sitz der gleichnamigen Landgemeinde im Powiat Krośnieński der Woiwodschaft Lebus in Polen. Die Stadt hat etwa 16.600 Einwohner.

## Geographische Lage
Die Ortschaft liegt in der Niederlausitz an der Einmündung der Lubsza (Lubst) in die  Lausitzer Neiße, gegenüber der deutschen Stadt Guben am Westufer der Neiße. Nordöstlich der Stadt erstreckt sich der Landschaftsschutzpark Kräsen mit den 114 Meter hohen Weinbergen. Umringt ist sie größtenteils vom östlich verlaufenden Heidekrugwald.

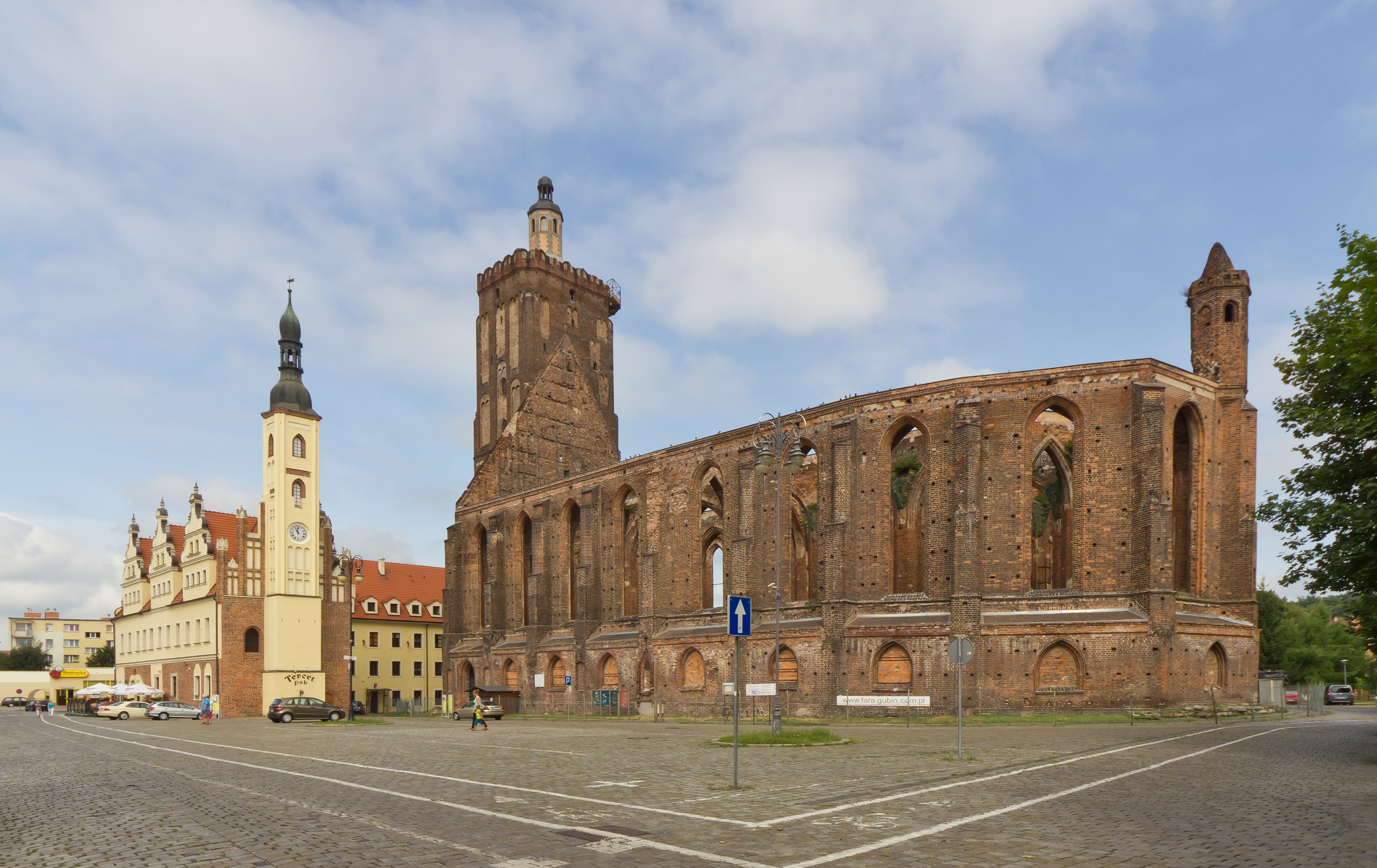
Kirchenruine und Rathaus

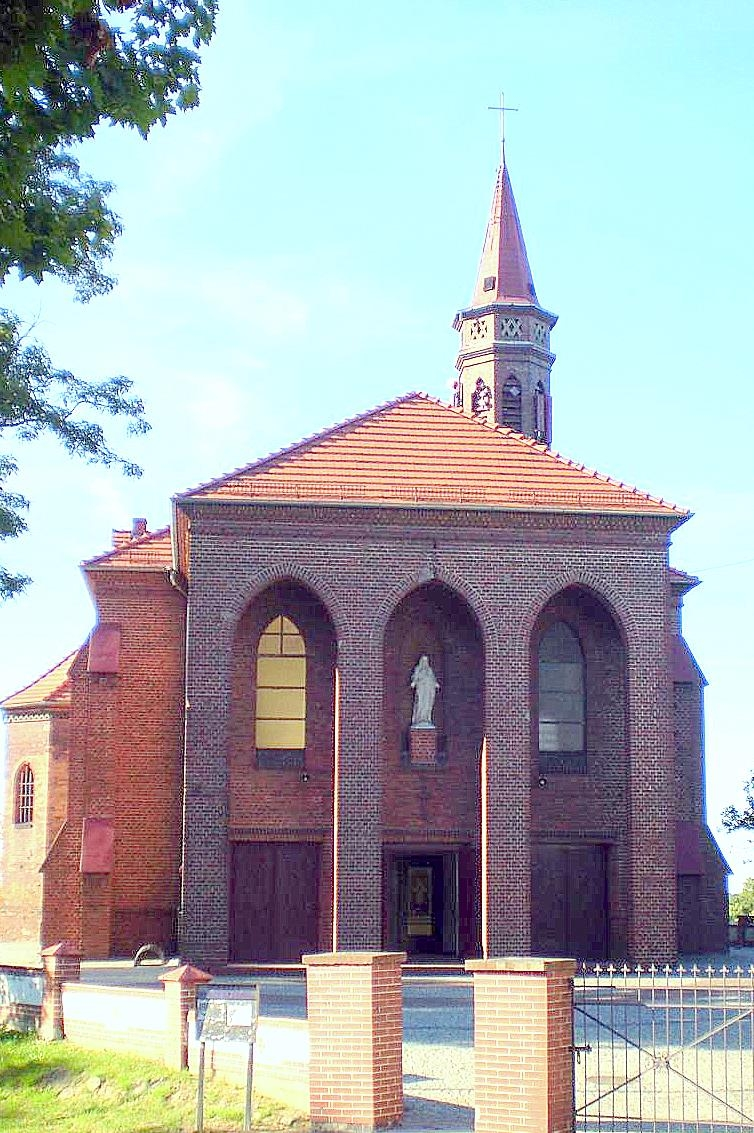
Dreifaltigkeitskirche

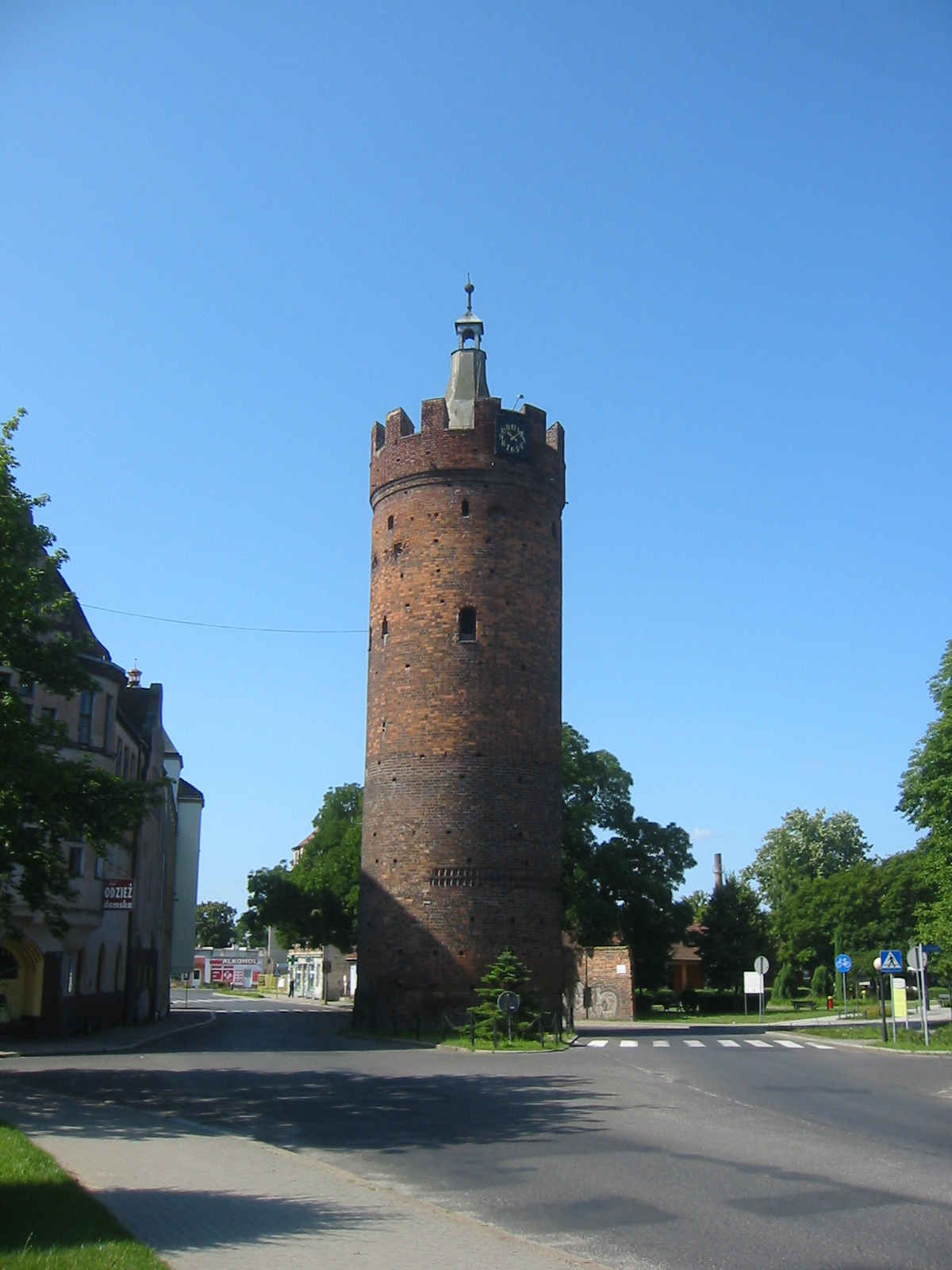
Werderturm

## Geschichte
Gubin wurde erstmals 1211 urkundlich erwähnt und erhielt 1235 das Stadtrecht nach Magdeburger Recht.  Im Jahr 1304 kam der Ort von den Wettinern an Brandenburg und 1368 an Böhmen. Auf einem Landtag wurde hier am 28. Mai 1374 die territoriale Vereinigung der Mark Brandenburg mit Böhmen,  Schlesien und der Lausitz festgelegt. Am  5. Juni 1462 schloss hier Kurfürst Friedrich II. von Brandenburg Frieden mit dem böhmischen König Georg von Podiebrad, der aller Ansprüche auf die Lausitz entsagte.
Während des Dreißigjährigen Kriegs wurde Guben 1631 und 1642 von den Schweden besetzt; ihr Angriff im Jahr 1645 scheiterte.
Aufgrund des Prager Separatfriedens  gehörte Guben seit 1635 zu Kursachsen, fiel jedoch durch den Wiener Kongress 1815 zusammen mit der ganzen Niederlausitz an Preußen.
Am Anfang des 20. Jahrhunderts hatte Guben drei evangelische Kirchen, eine katholische Kirche, eine Synagoge, ein Gymnasium mit Realschule, eine Taubstummenanstalt, zwei Fachschulen, ein Museum, ein Theater und war Sitz eines Landgerichts.
Im Jahr 1945 gehörte die Stadt Guben zum Landkreis Guben im Regierungsbezirk Frankfurt der preußischen Provinz Brandenburg des Deutschen Reiches.
Gemäß dem Potsdamer Abkommen wurde das Stadtgebiet östlich der Neiße im Sommer 1945 unter die Verwaltung der Volksrepublik Polen gestellt und somit geteilt. Diese führte die Ortsbezeichnung Gubin ein, die dem althergebrachten niedersorbischen Ortsnamen entspricht. In der Folgezeit wurden die Einwohner des Stadtteils von der örtlichen polnischen Verwaltungsbehörde fast vollständig vertrieben.
Zwischen 1975 und 1998 gehörte Gubin zur Woiwodschaft Zielona Góra.

## Bauwerke, Parks und Gedenksteine
- Das historische Rathaus mit Bausubstanz aus dem 14. Jahrhundert, mehrfach umgebaut und erweitert im 16. und 17. Jahrhundert, im Zweiten Weltkrieg zerstört, wurde es originalgetreu wiederaufgebaut.
- Ruine der im 14. Jahrhundert erbauten und im Zweiten Weltkrieg zerstörten spätgotischen Stadt- und Hauptkirche. Im Jahre 2005 hat sich ein deutsch-polnischer Förderverein zum Wiederaufbau der Kirche gebildet.[3]
- Die katholische Dreifaltigkeitskirche wurde von 1859 bis 1860 im neugotischen Stil auf einer Anhöhe nördlich der Altstadt errichtet und 1935 erweitert.
- Der Mickiewicz-Park ist ein 0,6 Hektar großer öffentlicher Park, der nach dem polnischen Nationaldichter und wichtigsten Vertreter der polnischen Romantik Adam Bernard Mickiewicz benannt ist. Ihm zu Ehren befindet sich ein Gedenkstein im Park. Seit 1908 steht hier auch der Brunnen mit einer verschollenen Figur, die eine „Karpfenjungen“ zeigte.
- Im nördlich der Altstadt gelegenen Waszkiewiczpark befand sich die 1945 kriegszerstörte Villa Wolf, erbaut von 1925 bis 1926 von Ludwig Mies van der Rohe.
- Die Theaterinsel erstreckt sich auf rund 370 Meter in der Lausitzer Neiße und ist nach einem dort einst gebauten Theater aus dem Jahr 1874 benannt. Heute erinnert ein neu aufgebautes Eingangsportal mit originalen Säulenresten an das Bauwerk.[4] In der Mitte der bis zu 37 Meter breiten Insel befindet sich eine Skulptur von Julian Zapłatyński mit dem Titel „Goldschatz“. Sie zeigt einen aus einem Holzstamm gearbeiteten Fisch, der im Rahmen eines Bildhauerworkshops Insel der Phantasie entstand. Der Künstler will mit seinem Werk an den Goldschatz von Vettersfelde erinnern.
- Werderturm als Rest der Stadtbefestigung aus dem 14. Jahrhundert. Der Turm ist rund 28,5 Meter hoch bei einem Umfang von 24,8 Metern und einem Innendurchmesser von rund 3,7 Meter. Das erste Zifferblatt aus dem Jahr 1659 ist in der Gubiner Museumskammer ausgestellt.
- Gedenkstein für Corona Schröter: Die Künstlerin und Muse Goethes wurde in der Klosterstraße 12 geboren (heute ein Platz in unmittelbarer Verlängerung des Grenzübergangs).
- Gedenkstein für die Synagoge aus dem Jahr 1878 in der Ulica Dabrowskiego. Das Gebäude wurde im Zuge der Novemberpogrome am 9. November 1938 zerstört.

## Partnerstädte
- Guben (Deutschland)
- Laatzen (Deutschland)
- Paks (Ungarn)

## Verkehr
In der Stadt gibt es drei Grenzübergänge nach Deutschland – einen Straßenübergang nach Guben, den Eisenbahnübergang der Bahnstrecke Guben–Zbąszynek sowie eine Fußgängerbrücke über die Theaterinsel.
Verkehrstechnisch liegt die Stadt am Beginn der Woiwodschaftsstraßen
- 138 (Gubin – Torzym (Sternberg) – Sulęcin (Züllichau)),
- 285 (Gubin – Grabice (Reichersdorf) – Starosiedle (Starzeddel)) und
- 286 (Gubin – Stargard Gubiński (Stargardt) – Starosiedle – Biecz (Beitzsch)).

Der Bahnhof liegt an der PKP-Strecke Nr. 358 (Deutschland –) Gubin – Sulechów (Züllichau) – Bomst (Babimost) – Zbąszynek (Neu Bentschen).

## Landgemeinde Gubin
Die Landgemeinde Gubin ist eine selbständige Gmina im Powiat Krosno und umschließt die Stadt Gubin im Norden, Osten und Süden. Verwaltungssitz ist die Stadt Gubin, die aber nicht zur Landgemeinde gehört. Am 31. Dezember 2020 lebten in der Landgemeinde Gubin 7116 Einwohner. Die Gemeindefläche beträgt 379,73 km².

## Persönlichkeiten
- Olga Borys (* 1974), Schauspielerin
- Czesław Fiedorowicz (* 1958), Politiker
- Michał Janota (* 1990), Fußballspieler
- Barbara Jaracz (* 1977), Schachspielerin und Großmeisterin der Frauen
- Krystyna Pieczulis (* 1962), Langstreckenläuferin.